# Kościół i klasztor Franciszkanów w Mostarze
Kościół i klasztor Franciszkanów – rzymskokatolicki klasztor w Mostarze, z kościołem śś. Piotra i Pawła. Obecna, modernistyczna wieża kościoła ma wysokość 107 metrów, czyniąc świątynię najwyższym kościołem w Bośni i Hercegowinie.  

## Historia
Kamień węgielny pod budowę kościoła wmurowano 7 kwietnia 1847 roku. Franciszkanie przybyli do Mostaru w 1849. 19 marca 1890 położono kamień węgielny i rozpoczęto również budowę klasztoru. W 1902 roku odbył się gruntowny remont świątyni, kościół zaopatrzono w nowe ławki. W 1927 roku zawieszono kościelne dzwony. Podczas II wojny światowej zakon ewakuował się do parafii Čitluk oraz Čerin. Obecnie kościół oraz wieża są w stylu postmodernistycznym.

## Galeria

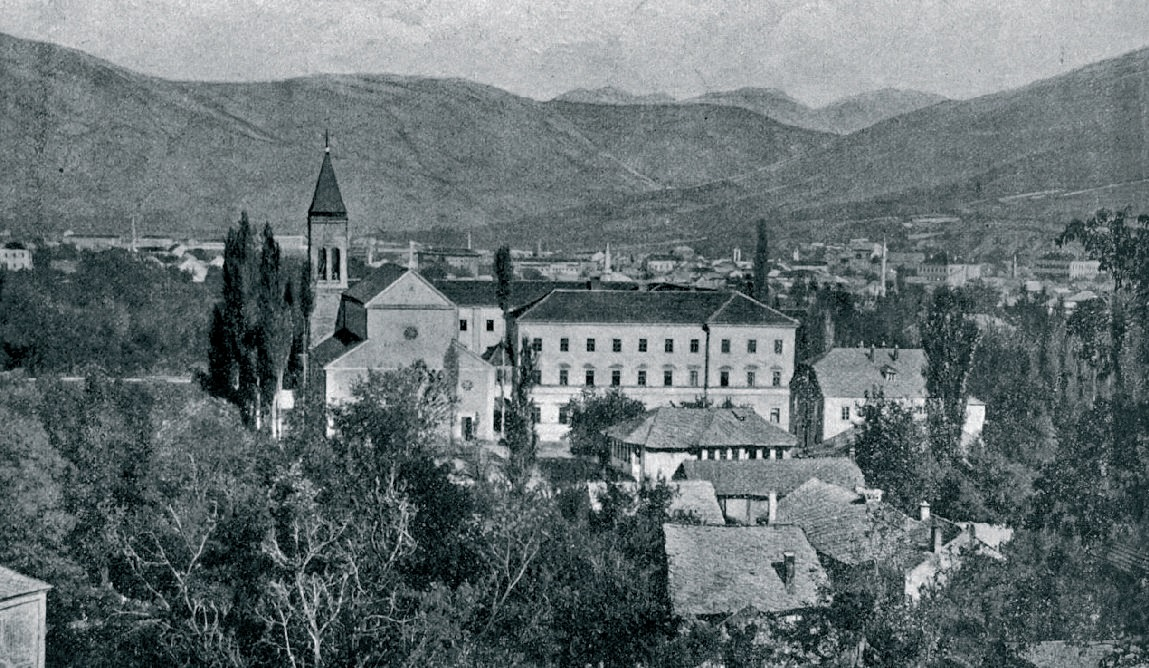
Widok w 1897 roku
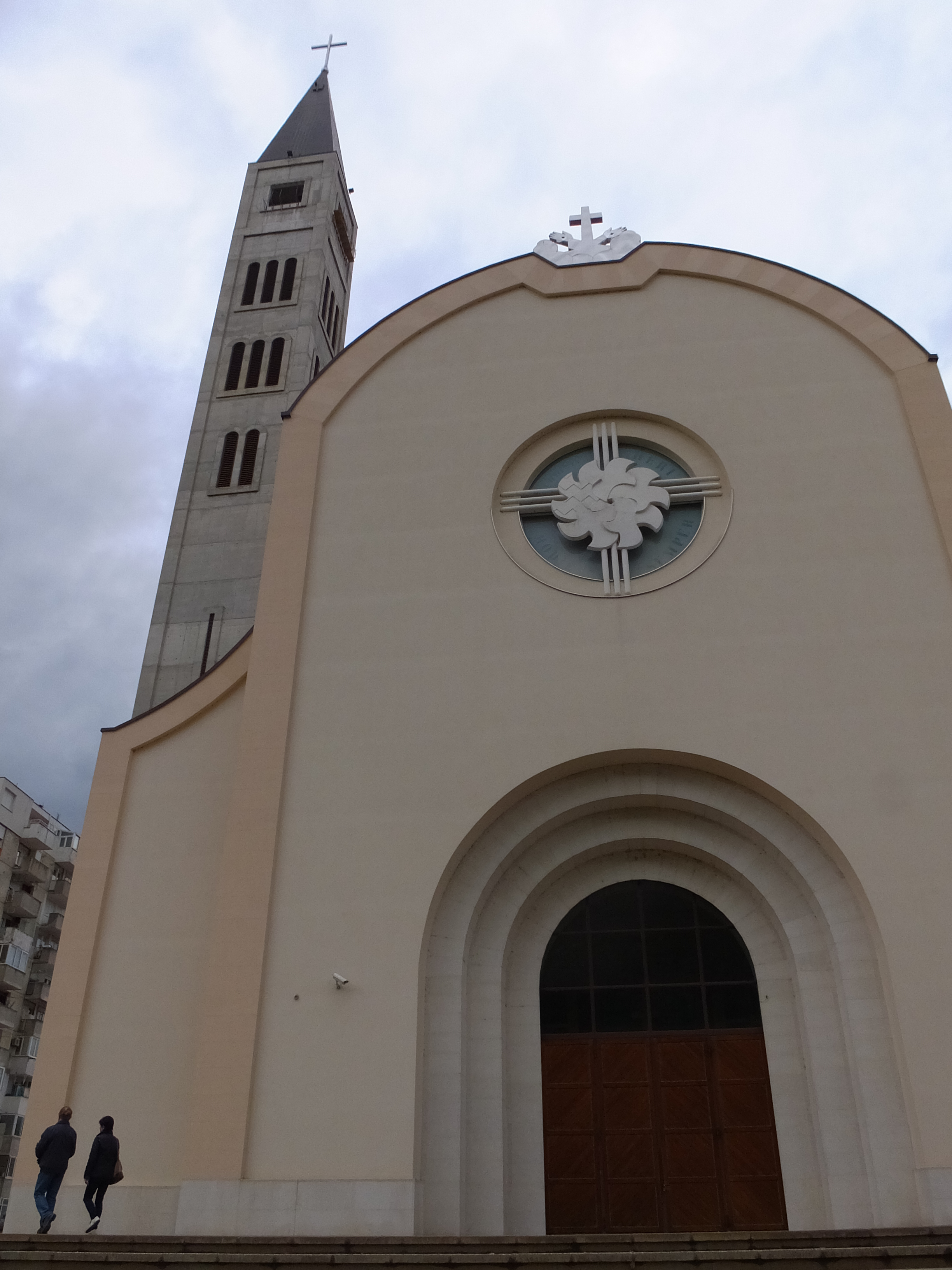
Fasada kościoła
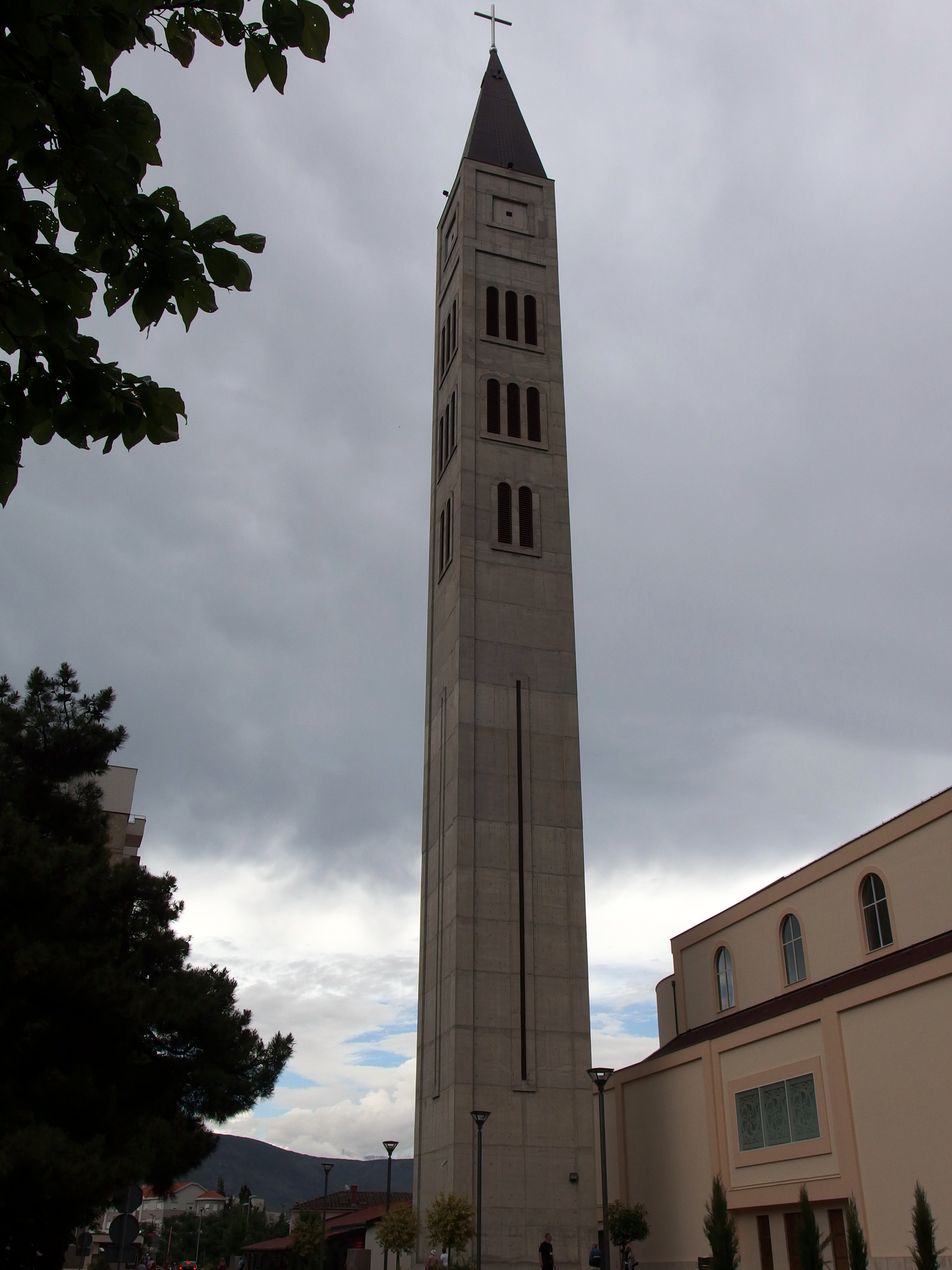
Wieża
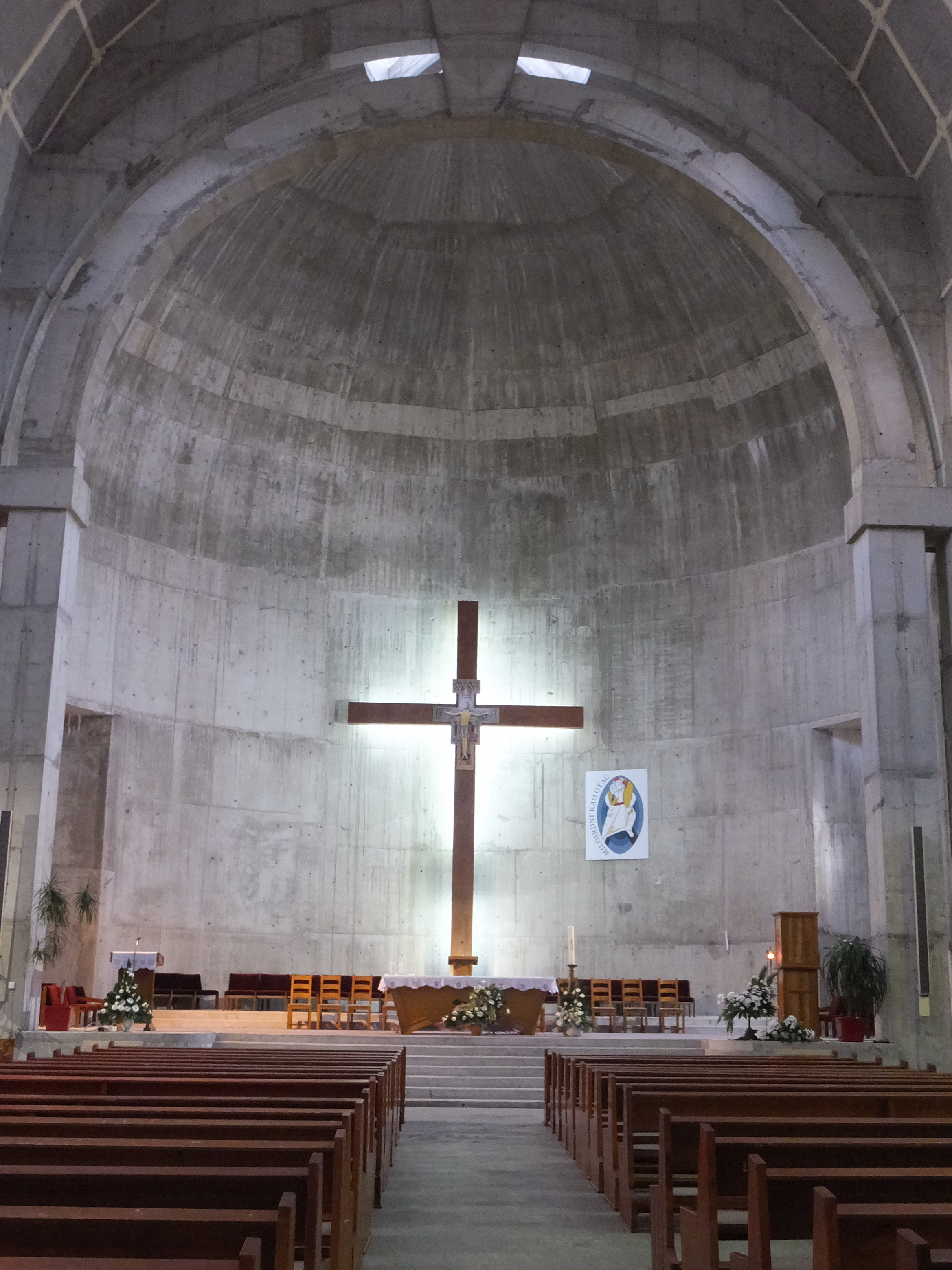
Wnętrze